# Chalais (Charente)
Pour les articles homonymes, voir Chalais.
Chalais est une commune française, située dans le département de la Charente (région Nouvelle-Aquitaine).
Ses habitants sont les Chalaisiens et les Chalaisiennes.

## Géographie

### Localisation
Chalais est située au sud du département de la Charente, proche des départements de la Charente-Maritime, de la Dordogne et de la Gironde.
Chalais est à 42 km au sud d'Angoulême et 45 km au nord de Libourne.
Elle est aussi à 10 km d'Aubeterre-sur-Dronne, 14 km de La Roche-Chalais, 19 km de Montguyon, 22 km de Blanzac, 23 km de Ribérac, 27 km de Barbezieux, 29 km de Coutras, 54 km de Périgueux, 68 km de Bordeaux.

### Communes limitrophes
Les communes limitrophes sont Curac, Montboyer, Orival, Rioux-Martin, Saint-Avit, Saint-Quentin-de-Chalais et Yviers.
| Curac        | Montboyer  | Orival                   |
| Yviers       | Chalais    | Saint-Quentin-de-Chalais |
| Rioux-Martin | Saint-Avit |                          |

### Géologie et relief
La commune est occupée par le Campanien (Crétacé supérieur), calcaire crayeux, qui occupe une grande partie du Sud Charente. Les vallées (Tude et Viveronne) sont occupées par des alluvions récentes du Quaternaire, parfois accumulées en basses terrasses (rive gauche de la Tude à Chalais et lieu-dit la Forêt),,.
Le relief de la commune est assez vallonné, principalement au nord et à l'est. Son point culminant est à une altitude de 130 m, situé sur la limite orientale (château d'eau). Le point le plus bas est à 35 m, situé au confluent de la Tude et de l'Argentonne, à l'extrémité sud. Le centre-ville de Chalais, construit sur un éperon entre les vallées de la Viveronne et de la Tude, s'étage entre 47 et 90 m d'altitude.

### Hydrographie

#### Réseau hydrographique

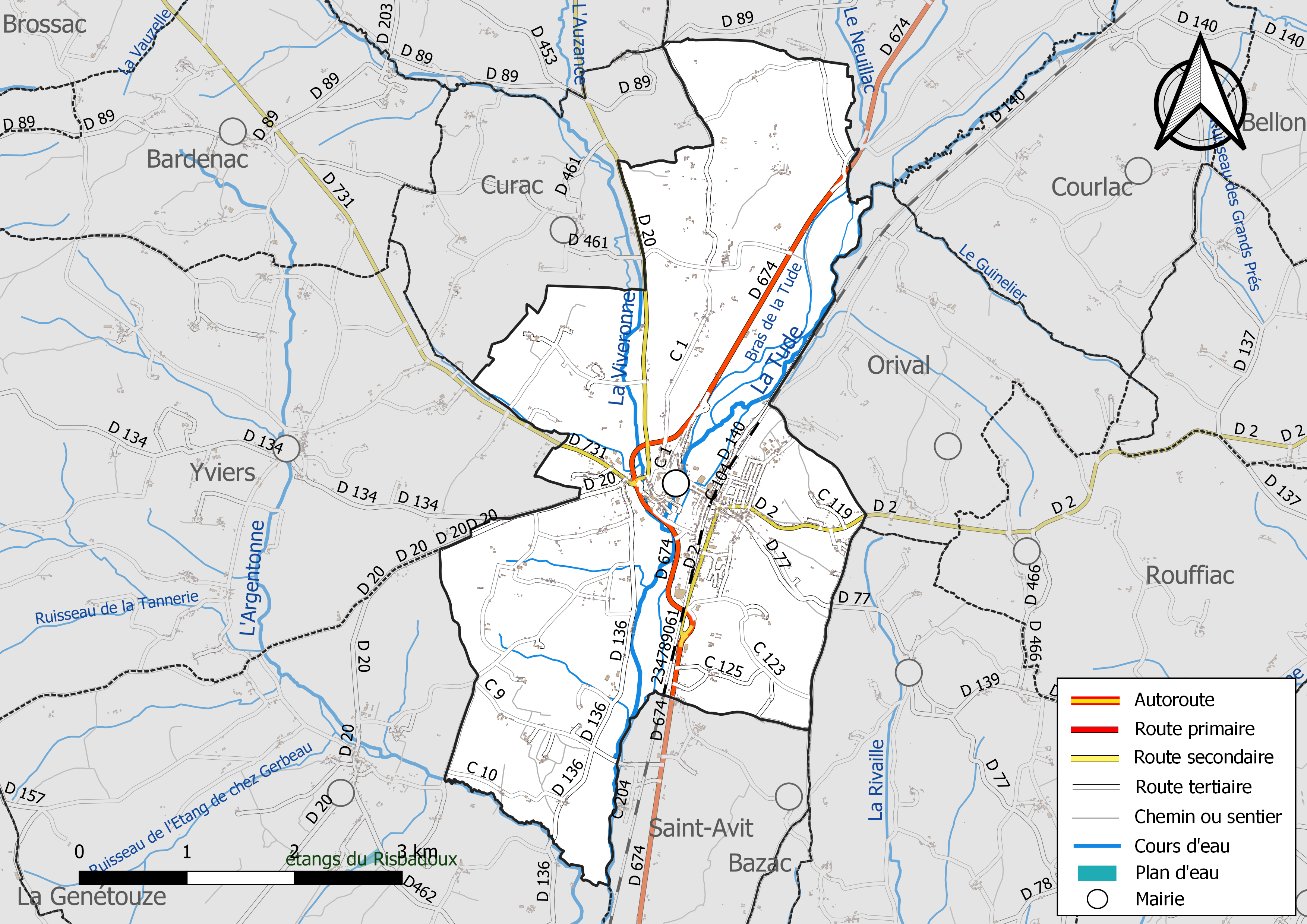
Réseaux hydrographique et routier de Chalais.

La commune est située dans le bassin de la Dordogne au sein  du Bassin Adour-Garonne. Elle est drainée par la Tude, l'Argentonne, la Viveronne, le Neuillac, un bras de la Tude, un bras de la Tude, un bras de la Tude, un bras de la Tude, un bras de la Viveronne et par divers petits cours d'eau, qui constituent un réseau hydrographique de 22 km de longueur totale,.
La Tude traverse la commune du nord au sud. D'une longueur totale de 43,3 km, prend sa source dans la commune de Boisné-La Tude et se jette  dans la Dronne dans la Dordogne, à Parcoul-Chenaud, après avoir traversé 15 communes. Sur sa rive droite, la Tude reçoit successivement la Viveronne qui passe aussi au pied du château, et l'Argentonne, qui limite la commune au sud.
L'Argentonne, d'une longueur totale de 4 km, prend sa source dans la commune de Bardenac et se jette  dans la Tude à Médillac, après avoir traversé 5 communes.
La Viveronne, d'une longueur totale de 11,5 km, prend sa source dans la commune de Brossac et se jette  dans la Tude sur la commune, après avoir traversé 5 communes.

#### Gestion des eaux
Le territoire communal est couvert par le schéma d'aménagement et de gestion des eaux (SAGE) « Isle - Dronne ». Ce document de planification, dont le territoire regroupe les bassins versants de l'Isle et de la Dronne, d'une superficie de 7 500 km2, a été approuvé le 2 août 2021. La structure porteuse de l'élaboration et de la mise en œuvre est l'établissement public territorial de bassin de la Dordogne (EPIDOR). Il définit sur son territoire les objectifs généraux d’utilisation, de mise en valeur et de protection quantitative et qualitative des ressources en eau superficielle et souterraine, en respect des objectifs de qualité définis dans le troisième SDAGE  du Bassin Adour-Garonne qui couvre la période 2022-2027, approuvé le 10 mars 2022.

### Climat
Le climat est océanique aquitain et semblable à celui de la ville de Cognac où est située la station météorologique départementale.
| Mois                              | jan. | fév.  | mars  | avril | mai   | juin  | jui.  | août  | sep.  | oct. | nov. | déc. | année   |
| --------------------------------- | ---- | ----- | ----- | ----- | ----- | ----- | ----- | ----- | ----- | ---- | ---- | ---- | ------- |
| Température minimale moyenne (°C) | 2    | 2,8   | 3,8   | 6,2   | 9,4   | 12,4  | 14,4  | 14    | 12,1  | 8,9  | 4,7  | 2,6  | 7,8     |
| Température moyenne (°C)          | 5,4  | 6,7   | 8,5   | 11,1  | 14,4  | 17,8  | 20,2  | 19,7  | 17,6  | 13,7 | 8,6  | 5,9  | 12,5    |
| Température maximale moyenne (°C) | 8,7  | 10,5  | 13,1  | 15,9  | 19,5  | 23,1  | 26,1  | 25,4  | 23,1  | 18,5 | 12,4 | 9,2  | 17,7    |
| Ensoleillement (h)                | 80   | 103,9 | 153,3 | 184,5 | 204,9 | 239,6 | 276,4 | 248,3 | 199,4 | 159  | 96,8 | 78,8 | 2 024,9 |
| Précipitations (mm)               | 80,4 | 67,3  | 65,9  | 68,3  | 71,6  | 46,6  | 45,1  | 50,2  | 59,2  | 68,6 | 79,8 | 80   | 783,6   |

### Milieux naturels et biodiversité

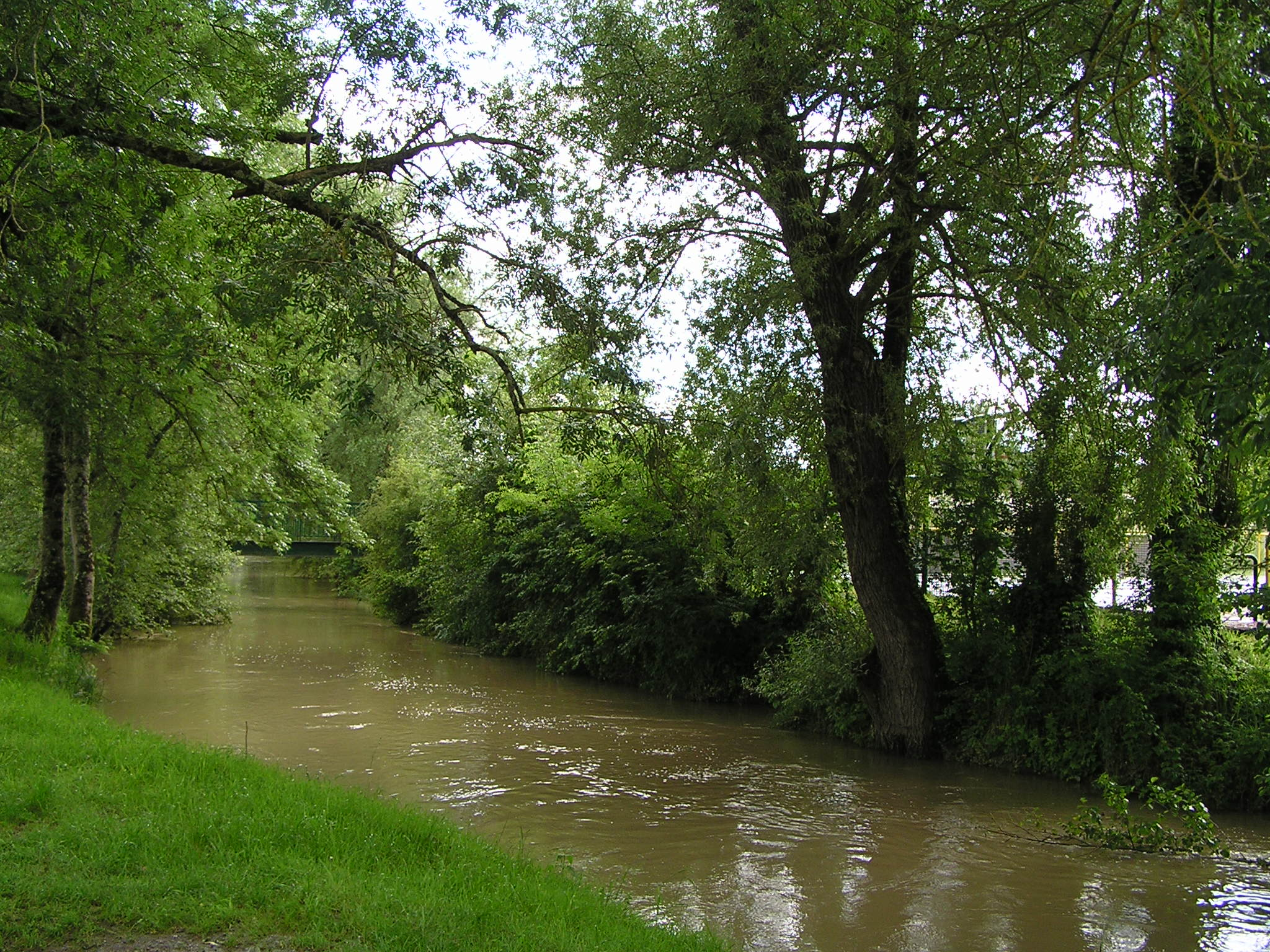
La Tude à Chalais.

#### Natura 2000
Bordé à l'est par la Tude, le territoire communal est concerné par le site Vallée de la Tude, identifié dans le réseau Natura 2000 comme important pour la conservation d'espèces animales européennes menacées,.
Seize espèces animales inscrites à l'annexe II de la directive 92/43/CEE de l'Union européenne y ont été répertoriées.
- un amphibien : le Sonneur à ventre jaune (Bombina variegata) ;
- un crustacé, l'Écrevisse à pattes blanches (Austropotamobius pallipes) ;
- six insectes : l'Agrion de Mercure (Coenagrion mercuriale), le Cerf-volant (mâle) ou la Grande biche (femelle) (Lucanus cervus), la Cordulie à corps fin (Oxygastra curtisii), le Cuivré des marais (Lycaena dispar), le Damier de la succise (Euphydryas aurinia) et le Gomphe de Graslin (Gomphus graslinii) ;
- cinq mammifères : la Loutre d'Europe (Lutra lutra) et le Vison d'Europe (Mustela lutreola), et trois chauves-souris : la Barbastelle d'Europe (Barbastella barbastellus), le Murin à oreilles échancrées (Myotis emarginatus) et le Petit rhinolophe (Rhinolophus hipposideros) ;
- deux poissons : le Chabot fluviatile (Cottus perifretum) et la Lamproie de Planer (Lampetra  planeri) ;
- un reptile : la Cistude (Emys orbicularis).

Vingt-six autres espèces animales importantes y ont été recensées dont quatorze sont concernées par l'annexe IV de la directive habitats.

#### ZNIEFF
À Chalais, sur un périmètre quasi identique à celui du site Natura 2000 ci-dessus, la vallée de la Tude fait partie de la ZNIEFF de type II nommée « Vallées de la Nizonne, de la Tude et de la Dronne en Poitou-Charentes »,.
Vingt-deux espèces déterminantes d'animaux y ont été répertoriées :
- un amphibien : la Rainette verte (Hyla arborea) ;
- un crustacé, l'Écrevisse à pattes blanches (Austropotamobius pallipes) ;
- cinq insectes dont trois lépidoptères : l'Azuré de la sanguisorbe (Phengaris teleius), le Cuivré des marais (Lycaena dispar) et le Fadet des laîches (Coenonympha oedippus) et deux odonates : l'Agrion de Mercure (Coenagrion mercuriale) et la Cordulie à corps fin (Oxygastra curtisii) ;
- sept mammifères : la Loutre d'Europe (Lutra lutra) et le Vison d'Europe (Mustela lutreola), ainsi que cinq chauves-souris : le Murin à moustaches (Myotis mystacinus), l'Oreillard roux (Plecotus auritus), la Pipistrelle de Kuhl (Pipistrellus kuhlii), le Petit rhinolophe (Rhinolophus hipposideros) et la Sérotine commune (Eptesicus serotinus) ;
- quatre oiseaux : l'Alouette lulu (Lullula arborea), le Martin-pêcheur d'Europe (Alcedo atthis), le Milan noir (Milvus migrans) et le Tarier des prés (Saxicola rubetra) ;
- trois poissons : le Chabot commun (Cottus gobio), la Lamproie de Planer (Lampetra  planeri) et le Toxostome (Parachondrostoma toxostoma) ;
- un reptile : la Cistude (Emys orbicularis).

Vingt-neuf autres espèces animales (quatre mammifères et vingt-cinq oiseaux) y ont été recensées.

## Urbanisme

### Typologie
Au 1er janvier 2024, Chalais est catégorisée bourg rural, selon la nouvelle grille communale de densité à 7 niveaux définie par l'Insee en 2022.
Elle est située hors unité urbaine et hors attraction des villes,.

### Occupation des sols

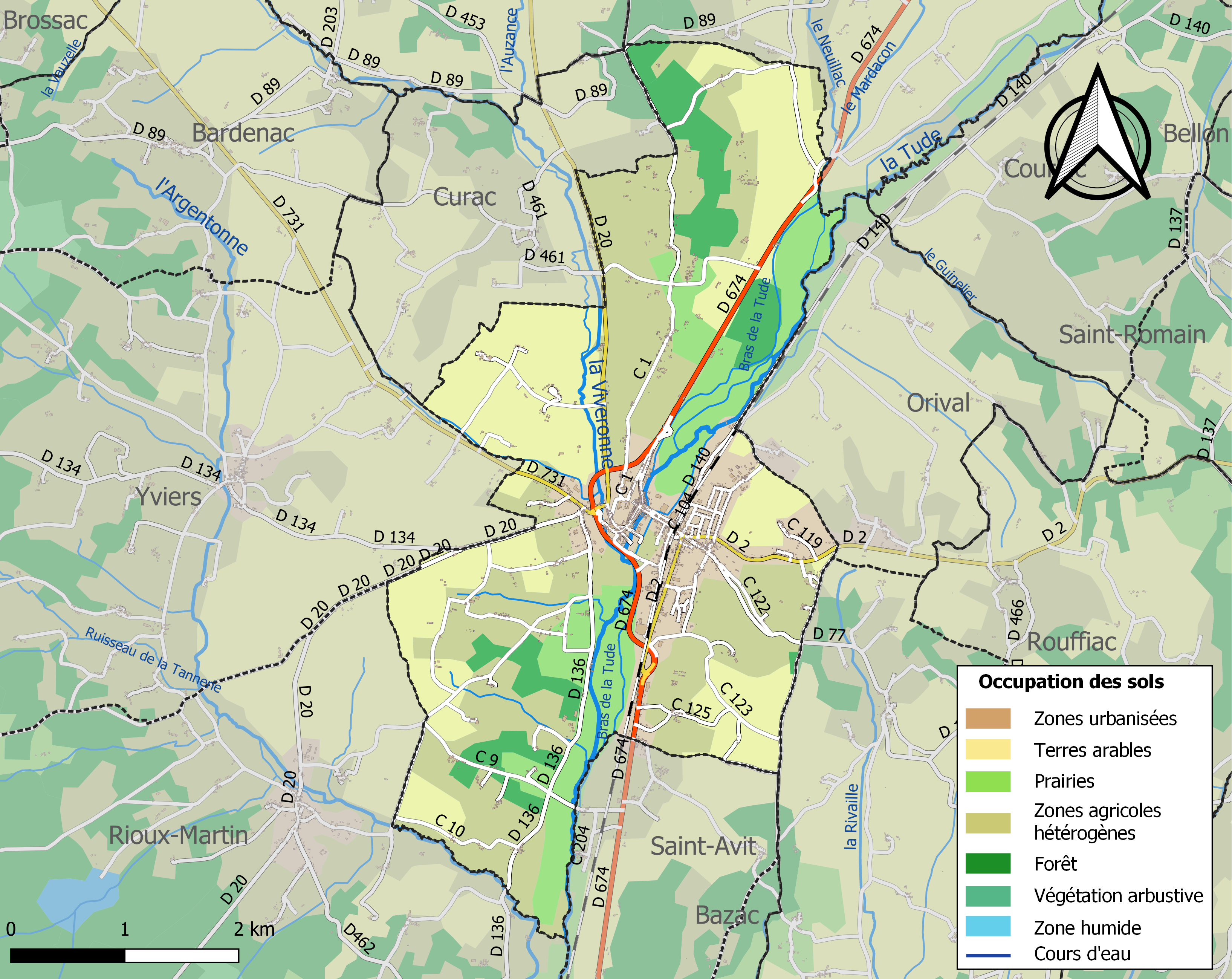
Carte des infrastructures et de l'occupation des sols de la commune en 2018 (CLC).

L'occupation des sols de la commune, telle qu'elle ressort de la base de données européenne d’occupation biophysique des sols Corine Land Cover (CLC), est marquée par l'importance des territoires agricoles (79,5 % en 2018), en diminution par rapport à 1990 (81,9 %). La répartition détaillée en 2018 est la suivante : 
zones agricoles hétérogènes (35,5 %), terres arables (29,4 %), prairies (14,7 %), zones urbanisées (12 %), forêts (8,5 %). L'évolution de l’occupation des sols de la commune et de ses infrastructures peut être observée sur les différentes représentations cartographiques du territoire : la carte de Cassini (XVIIIe siècle), la carte d'état-major (1820-1866) et les cartes ou photos aériennes de l'IGN pour la période actuelle (1950 à aujourd'hui).

### Lieux-dits, hameaux et écarts
La commune comporte de nombreux hameaux, dont certains étaient des anciennes paroisses, comme Sainte-Marie au nord, Sérignac au sud, et Saint-Christophe à l'est. La ville de Chalais s'est principalement étendue le long de la route d'Angoulême à Libourne et à l'est de la voie ferrée, à Saint-Christophe. On y trouve aussi Bosseau, la Counillère (étymologiquement endroit à lapins), ainsi que l'Houme plus au sud, à l'ouest Tourtre, chez Touret, etc..

### Habitat et logement
En 2018, le nombre total de logements dans la commune était de 1 214, alors qu'il était de 1 209 en 2013 et de 1 200 en 2008.
Parmi ces logements, 70,7 % étaient des résidences principales, 10,5 % des résidences secondaires et 18,8 % des logements vacants. Ces logements étaient pour 80,9 % d'entre eux des maisons individuelles et pour 17,8 % des appartements.
Le tableau ci-dessous présente la typologie des logements à Chalais en 2018 en comparaison avec celle de la Charente et de la France entière. Une caractéristique marquante du parc de logements est ainsi une proportion de résidences secondaires et logements occasionnels (10,5 %) supérieure à celle du département (6,4 %) et à celle de la France entière (9,7 %). Concernant le statut d'occupation de ces logements, 56,2 % des habitants de la commune sont propriétaires de leur logement (56,3 % en 2013), contre 66,8 % pour la Charente et 57,5 % pour la France entière.
| Typologie                                               | Chalais | Charente | France entière |
| ------------------------------------------------------- | ------- | -------- | -------------- |
| Résidences principales (en %)                           | 70,7    | 83       | 82,1           |
| Résidences secondaires et logements occasionnels (en %) | 10,5    | 6,4      | 9,7            |
| Logements vacants (en %)                                | 18,8    | 10,6     | 8,2            |

### Voies de communication et transports
La route principale est la D 674, route d'Angoulême à Libourne, qui traverse la commune du nord au sud et longe la vallée de la Tude.
Chalais est aussi un important carrefour de routes départementales. Au nord-ouest, la D 731 va à Cognac en passant par Brossac, Barbezieux et Archiac. La D 2 vers l'est se dirige vers Ribérac en passant par Aubeterre. La D 20 va à Blanzac au nord et vers Montguyon au sud-ouest.
Elle est aussi traversée par la ligne Paris - Bordeaux dont elle possède une gare SNCF, desservie par des TER à destination d'Angoulême et de Bordeaux à raison de 14 arrêts par jour en 2014,.

### Risques naturels et technologiques
Le territoire de la commune de Chalais est vulnérable à différents aléas naturels : météorologiques (tempête, orage, neige, grand froid, canicule ou sécheresse) et séisme (sismicité faible). Il est également exposé à un risque technologique, le transport de matières dangereuses. Un site publié par le BRGM permet d'évaluer simplement et rapidement les risques d'un bien localisé soit par son adresse soit par le numéro de sa parcelle.

#### Risques naturels

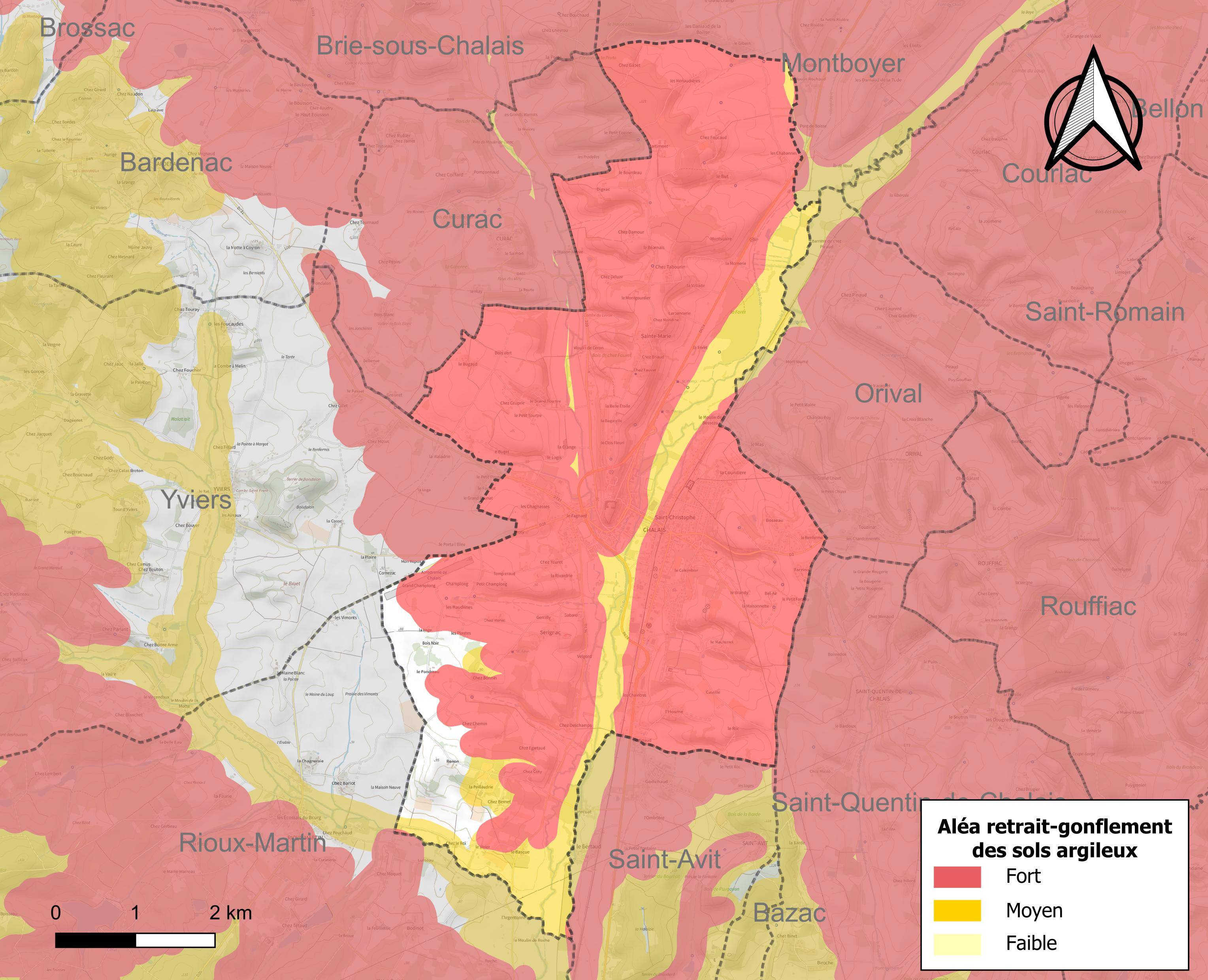
Carte des zones d'aléa retrait-gonflement des sols argileux de Chalais.

Le retrait-gonflement des sols argileux est susceptible d'engendrer des dommages importants aux bâtiments en cas d’alternance de périodes de sécheresse et de pluie. 95 % de la superficie communale est en aléa moyen ou fort (67,4 % au niveau départemental et 48,5 % au niveau national). Sur les 1 138 bâtiments dénombrés sur la commune en 2019, 1 132 sont en aléa moyen ou fort, soit 99 %, à comparer aux 81 % au niveau départemental et 54 % au niveau national. Une cartographie de l'exposition du territoire national au retrait gonflement des sols argileux est disponible sur le site du BRGM,.
Par ailleurs, afin de mieux appréhender le risque d’affaissement de terrain, l'inventaire national des cavités souterraines permet de localiser celles situées sur la commune.
La commune a été reconnue en état de catastrophe naturelle au titre des dommages causés par les inondations et coulées de boue survenues en 1982, 1983, 1986, 1988, 1993, 1999, 2012, 2014 et 2021. Concernant les mouvements de terrains, la commune a été reconnue en état de catastrophe naturelle au titre des dommages causés par la sécheresse en 1989, 2005, 2011 et 2017 et par des mouvements de terrain en 1999.

#### Risques technologiques
Le risque de transport de matières dangereuses sur la commune est lié à sa traversée par une ou des infrastructures routières ou ferroviaires importantes ou la présence d'une canalisation de transport d'hydrocarbures. Un accident se produisant sur de telles infrastructures est susceptible d’avoir des effets graves sur les biens, les personnes ou l'environnement, selon la nature du matériau transporté. Des dispositions d’urbanisme peuvent être préconisées en conséquence.

## Toponymie
Les formes anciennes sont Chaleis en 1214, Chales, Chalesio en 1281, Chalezio en 1263, Calisio en 1075-1080, Calesium en 1109-1121, Chalisium en 1225.
L'origine du nom de Chalais remonterait à un nom de personne gallo-roman Caletus, dérivé d'un thème de nom gaulois calet-, caleto-, auquel se rattache aussi le gentilice Caletius. D'autres auteurs y voient dans la racine pré-latine cal la référence à une source minérale (souvent chaude), qui est maintenant sur le territoire d'Yviers. Dauzat avoue que le nom est obscur, et y voit la racine pré-celtique *kal- signifiant "rocher" avec le suffixe pré-celtique -es(um) signifiant "comme", ce qui correspondrait à « comme un rocher »,.

## Histoire

### Moyen Âge
Au Moyen Âge, Chalais est le siège d'une seigneurie qui a initialement le titre de baronnie, presque aussi ancienne que celle de Barbezieux. Elle est vassale de l'archevêché de Bordeaux, et comme une partie sud-ouest de la Charente, relève de la Saintonge. Au point de vue religieux Chalais relève des diocèses de Saintes (ville) et de Périgueux (Saint-Christophe), la Tude faisant limite.
La famille des seigneurs princes de Chalais est étroitement apparentée aux vicomtes de Castillon. Durant les premières années du XIIIe siècle, Olivier de Chalais, dont le suzerain est le roi d'Angleterre, attesté vers 1182-1214, épouse Guiberge de Montausier (à Baignes), et leur petite-fille Agnès, épouse Hélie Talleyrand (2e moitié du XIIIe siècle ; de la famille nommée plus tard Talleyrand de Grignols puis de Talleyrand-Périgord).
C'est ainsi que les Talleyrand-Périgord (alors orthographié et prononcé Taillerand) furent seigneurs puis princes de Chalais depuis le XIIIe siècle jusqu'au XIXe siècle. Leurs autres titres étaient nombreux : duc de Périgord, Grand d'Espagne de 1re classe, marquis d'Excideuil, baron de Mareuil, comte de Grignols, etc.
Lors de la guerre de Cent Ans qui fait beaucoup de ravages dans la région, Chalais est en Guyenne et plus précisément en Saintonge. Elle est une des dernières places fortes que les Anglais possédent en France. C'est seulement le 17 juin 1453, un mois avant la bataille de Castillon que Charles VII (ou plus exactement Jacques de Chabannes) prend la ville, puis fait démolir le château de Chalais.
Le château, qui avait conservé une tour carrée du XIVe siècle, est reconstruit au XVIe siècle.
Chalais est alors aussi un prieuré bénédictin important relevant de l'Abbaye Saint-Martial de Limoges et qui compte une douzaine de moines. Le prieuré et l'église Saint-Martial sont endommagés lors des guerres anglo-françaises, puis plus tard par les protestants.
Chalais possède alors également aussi une autre église, Saint-Georges, située au pied de la forteresse et au bord de la Tude. Elle disparait  vers la fin du XIVe siècle.

### Temps modernes
Lorsque surviennent les guerres de Religion, les Talleyrand restent catholiques, le seigneur d'alors ayant épousé une fille de Blaise de Monluc, maréchal de France et lieutenant-général de Guyenne. En 1626, leur fils cadet, Henri de Talleyrand-Périgord, |comte de Chalais, ose conspirer contre le cardinal de Richelieu et est décapité à l'âge de 27 ans.
L'église de Chalais était le siège d'un archiprêtré qui comprenait 64 paroisses. En 1648, ce nombre est réduit à 36, par détachement des archiprêtrés de Barbezieux et de Montguyon. Au XVIIIe siècle, les archiprêtres étaient presque toujours les curés de Montboyer.
L'hôpital de Chalais est fondé en 1690 par Mathieu Pascaud, chirurgien, et sa femme Geneviève Choquer. En 1726, des lettres patentes du roi, à la demande du prince de Chalais, du curé et des habitants, en règlent le fonctionnement. Des religieuses dominicaines de Magnac en Limousin sont chargées de soigner les malades et d'instruire les filles pauvres du pays, avec l'accord de l'évêque de Saintes.

### Révolution française et Empire
À la Révolution française, le prince de Chalais n'émigre pas. Il est simplement emprisonné comme suspect, et conserve ses propriétés territoriales.
Pendant la Révolution, la commune de Saint-Christophe-de-Chalais s'est appelée provisoirement La Rivière, tandis que celle de Sainte-Marie-de-Chalais s'est appelée Mère-la-Patrie, ou La Mère-de-Dieu.

### Époque contemporaine
Après la Révolution française, un arbre de la liberté est planté place de la Fontaine, mais il est abattu par une tempête en 1932.
En 1852, la ligne de Paris à Bordeaux est  inaugurée entre Angoulême et Bordeaux, permettant au bourg un nouvel essor économique, avec l'ouverture de la gare de Chalais, facilitant les communications avec ces deux villes.
En 1853, les religieuses dominicaines de Magnac sont remplacées à l'hôpital de Chalais par les sœurs de Sainte-Marthe.
Le dernier prince de Chalais, mort en 1883, légue tous ses domaines de Chalais et du Périgord ainsi qu'une partie de sa fortune à ses neveux les princes d'Aremberg, et crée un asile de vieillards au château même, dépendant de l'hospice de Chalais. La vente des tapisseries du château en 1896 fut versée à cet hospice.
De 1910 à 1948, Chalais est aussi reliée à Barbezieux par la petite ligne ferroviaire d'intérêt local à voie métrique des Chemins de fer économiques des Charentes, qui passait par Brossac,,.
En 1897, Chalais bénéficie d'un éclairage public au gaz d'acétylène[réf. nécessaire], l'usine produisant le gaz était située route de Barbezieux.
En 1946, Chalais absorbe Saint-Christophe-de-Chalais, et en 1972, Sainte-Marie-de-Chalais et Sérignac.

## Politique et administration
Chalais absorbe Saint-Christophe en 1946, et Sainte-Marie et Sérignac en 1972.

### Rattachements administratifs et électoraux

#### Rattachements administratifs
La commune se trouve depuis 1926 dans l'arrondissement d'Angoulême du département de la Charente.
Elle était depuis 1793 le chef-lieu du canton de Chalais. Dans le cadre du redécoupage cantonal de 2014 en France, cette circonscription administrative territoriale a disparu, et le canton n'est plus qu'une circonscription électorale.

#### Rattachements électoraux
Pour les élections départementales, la commune fait partie depuis 2014 du canton de Tude-et-Lavalette
Pour l'élection des députés, elle fait partie de la deuxième circonscription de la Charente.

### Intercommunalité
Chalais était le siège de la petite communauté de communes du Pays de Chalais, un établissement public de coopération intercommunale (EPCI) à fiscalité propre créé en 1993 et auquel la commune avait transféré un certain nombre de ses compétences, dans les conditions déterminées par le code général des collectivités territoriales.
Conformément aux prescriptions de la loi de réforme des collectivités territoriales du 16 décembre 2010, qui a prévu le renforcement et la simplification des intercommunalités et la constitution de structures intercommunales de grande taille, cette intercommunalité fusionne avec ses voisines pour former le 1er janvier 2014 la communauté de communes Tude et Dronne. Une seconde fusion intervient  avec la communauté de communes Tude et Dronne dans le cadre des dispositions de la loi portant nouvelle organisation territoriale de la République du 7 août 2015, qui prévoit que les établissements publics de coopération intercommunale (EPCI) à fiscalité propre doivent avoir un minimum de 15 000 habitants, pour former, le 1er janvier 2017, la communauté de communes Lavalette Tude Dronne, dont est désormais membre la commune.
Chalais est le siège du Pays Sud Charente, l'un des six Pays du département de la Charente

### Liste des maires

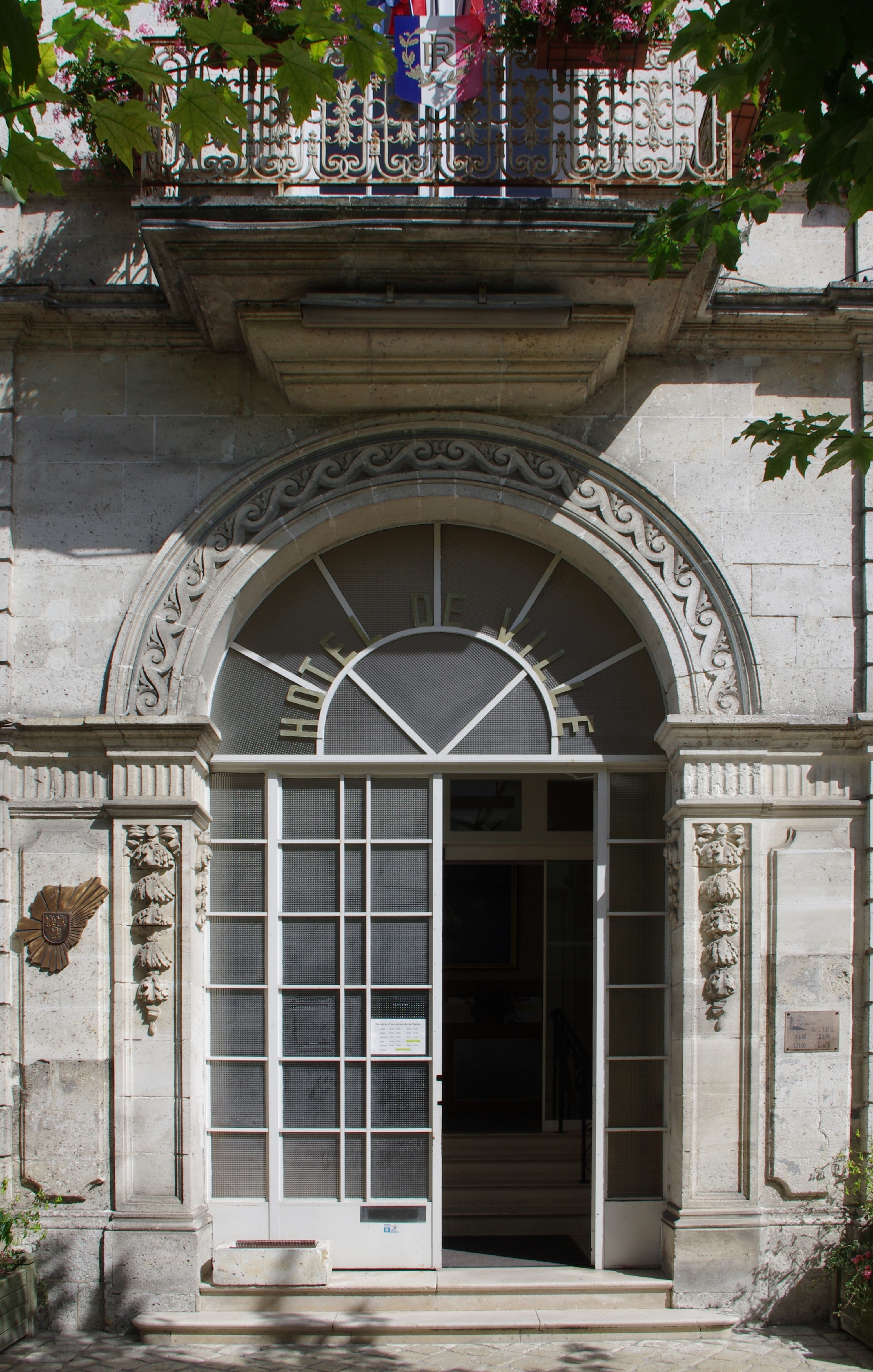
Entrée de la mairie.

| Période                                  | Période                    | Identité                     | Étiquette         | Qualité |
| ---------------------------------------- | -------------------------- | ---------------------------- | ----------------- | --- |
| Les données manquantes sont à compléter. |                            |                              |                   | |
|                                          |                            |                              |                   | |
|                                          |                            | Jacques Parenteau            |                   | Conseiller général de Chalais (1833 → 1839) |
| 1892                                     |                            | Pierre Rateau de Chateauvert |                   | Huissier à Brossac, Négociant, Adjoint au Maire puis Maire de Saint-Christophe-de-Chalais ancienne commune intégrée à Chalais                                                              |
|                                          |                            |                              |                   | |
| août 1942                                |                            | André-Marie Paris            |                   | Médecin Conseiller général de Chalais (1934 → 1940) Nommé conseiller départemental par le Gouvernement de Vichy Président de la délégation spéciale instituée par le Gouvernement de Vichy |
|                                          |                            |                              |                   | |
| 1959                                     | 1971                       | Jean Grelon                  | DVD puis Rad.-RGR | Conseiller général de Chalais (1949 → 1970) |
| 1971                                     | 1977                       | Hubert Tournerie             | DVD puis RPR      | Médecin Conseiller général de Chalais (1970 → 1988) |
| 1977                                     | 1983                       | Jean Lacamoire               | PS                | Médecin Député suppléant de Jean-Michel Boucheron (1978 → 1986) |
| 1983                                     | 1989                       |                              |                   | |
| 1989                                     | 2001                       | Jean Lacamoire               | PS puis DVD       | Médecin Conseiller général de Chalais (1988 → 2001) |
| 2001                                     | 2008                       | Jean-Claude Delannoy         | PS                | Vétérinaire retraité |
| 2008                                     | mai 2020                   | Jean-Claude Maury            | Centre droit      | Ingénieur retraité |
| mai 2020                                 | décembre 2023              | Joël Boniface                |                   | Agriculteur Maire de Rioux-Martin (1989 → 2008) Conseiller général de Chalais (2001 → 2015)                                                                                                |
| mars 2024,                               | En cours (au 24 mars 2024) | Jacques Blanchet             |                   | |

### Jumelages
- Bad Saulgau (Allemagne) depuis 1981, en raison d'échanges fréquents de collégiens puis d'autres groupes de la population
- Chalais (Suisse) depuis 1986, en raison de l'homonymie des deux communes
- Stiring-Wendel (France), en raison d'une déportation d'une partie de la population de Stiring à Chalais en 1939

### Distinctions et labels
Dans son palmarès 2024, le Conseil national de villes et villages fleuris de France a attribué une fleur à la commune.

## Équipements et services publics

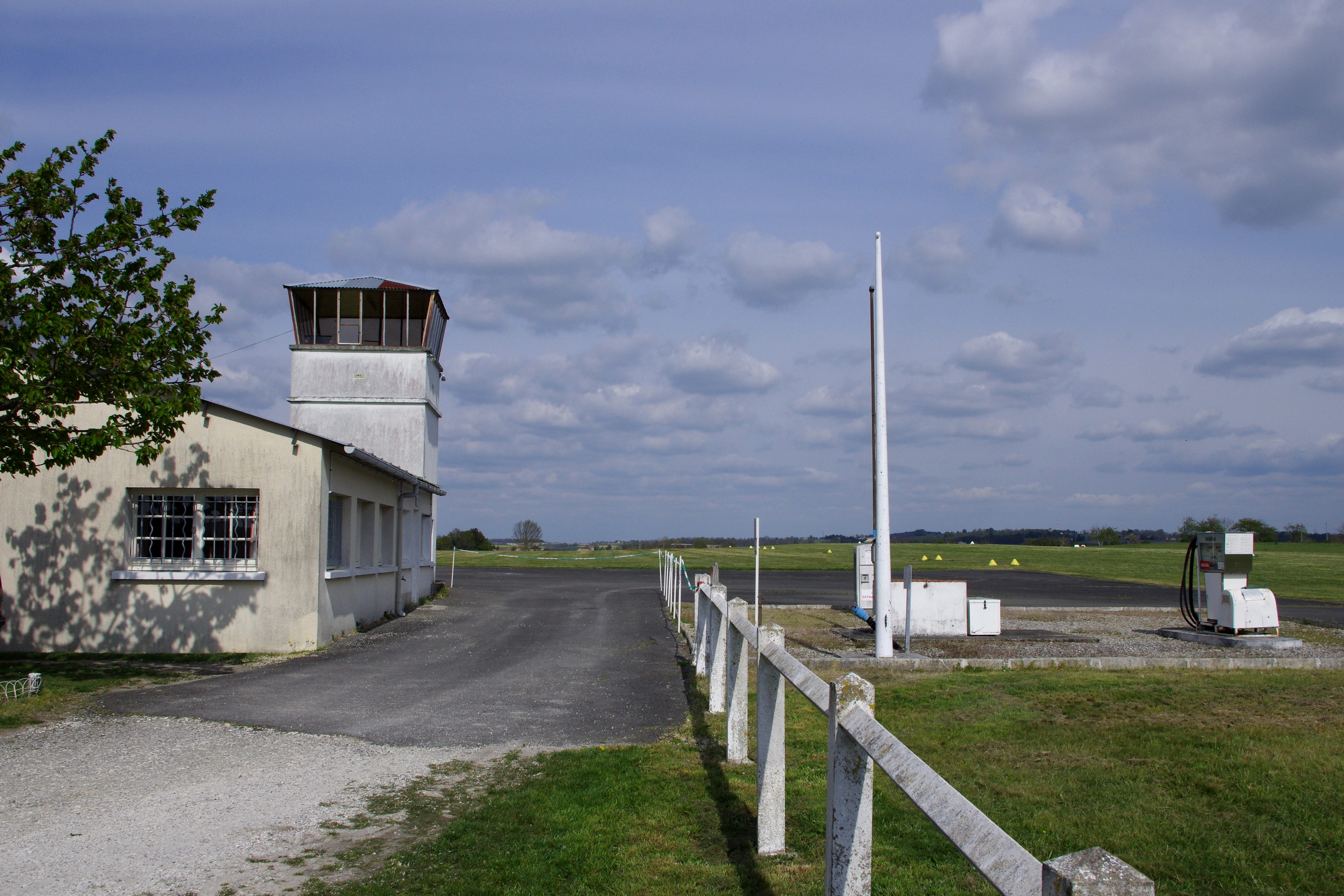
Aérodrome de Chalais

Un aérodrome se trouve sur le territoire de Chalais ouvert à la circulation aérienne civile de l'Europe.
Un hippodrome accueille un jumping international en août.
Nombreux services et professions existent à Chalais : en 2013, deux cabinets d'architectes, deux cabinets comptables, un centre socio-culturel, un centre médico-social.

### Enseignement
Le collège d'enseignement secondaire Théodore-Rancy regroupe 250 élèves de la 6e à la 3e répartis dans 11 classes.
Chalais possède une école élémentaire comprenant cinq classes, l'école des Six Arbres, située près de Saint-Christophe, ainsi qu'une école maternelle, ainsi qu'une école élémentaire privée, Castel-Marie, située 2 rue d'Arenberg.

## Population et société

### Démographie

#### Évolution démographique
L'évolution du nombre d'habitants est connue à travers les recensements de la population effectués dans la commune depuis 1793. Pour les communes de moins de 10 000 habitants, une enquête de recensement portant sur toute la population est réalisée tous les cinq ans, les populations de référence des années intermédiaires étant quant à elles estimées par interpolation ou extrapolation. Pour la commune, le premier recensement exhaustif entrant dans le cadre du nouveau dispositif a été réalisé en 2004.

En 2022, la commune comptait 1 799 habitants, en évolution de +1,58 % par rapport à 2016 (Charente : −0,48 %, France hors Mayotte : +2,11 %).
| 1793 | 1800 | 1806 | 1821 | 1831 | 1841 | 1846 | 1851 | 1856 |
| ---- | ---- | ---- | ---- | ---- | ---- | ---- | ---- | ---- |
| 456  | 382  | 468  | 476  | 549  | 616  | 613  | 654  | 703  |

| 1861 | 1866 | 1872 | 1876 | 1881 | 1886 | 1891 | 1896 | 1901 |
| ---- | ---- | ---- | ---- | ---- | ---- | ---- | ---- | ---- |
| 714  | 740  | 775  | 831  | 907  | 912  | 850  | 888  | 895  |

| 1906 | 1911 | 1921 | 1926 | 1931 | 1936 | 1946  | 1954  | 1962  |
| ---- | ---- | ---- | ---- | ---- | ---- | ----- | ----- | ----- |
| 966  | 932  | 845  | 856  | 838  | 900  | 1 746 | 1 643 | 1 703 |

| 1968  | 1975  | 1982  | 1990  | 1999  | 2004  | 2006  | 2009  | 2014  |
| ----- | ----- | ----- | ----- | ----- | ----- | ----- | ----- | ----- |
| 1 834 | 2 538 | 2 204 | 2 172 | 2 027 | 1 991 | 1 974 | 1 858 | 1 788 |

| 2019  | 2022  | - | - | - | - | - | - | - |
| ----- | ----- | - | - | - | - | - | - | - |
| 1 776 | 1 799 | - | - | - | - | - | - | - |

#### Pyramide des âges
La population de la commune est relativement âgée.
En 2018, le taux de personnes d'un âge inférieur à 30 ans s'élève à 25,5 %, soit en dessous de la moyenne départementale (30,2 %). À l'inverse, le taux de personnes d'âge supérieur à 60 ans est de 44,5 % la même année, alors qu'il est de 32,3 % au niveau départemental.
En 2018, la commune comptait 802 hommes pour 966 femmes, soit un taux de 54,64 % de femmes, largement supérieur au taux départemental (51,59 %).
Les pyramides des âges de la commune et du département s'établissent comme suit.
| Hommes | Classe d’âge | Femmes |
| ------ | ------------ | ------ |
| 3,1    | 90 ou +      | 6,5    |
| 15,2   | 75-89 ans    | 19,4   |
| 22,9   | 60-74 ans    | 21,3   |
| 18,3   | 45-59 ans    | 18,1   |
| 12,4   | 30-44 ans    | 11,3   |
| 13,0   | 15-29 ans    | 11,4   |
| 15,0   | 0-14 ans     | 12,1   |

| Hommes | Classe d’âge | Femmes |
| ------ | ------------ | ------ |
| 1      | 90 ou +      | 2,7    |
| 9,2    | 75-89 ans    | 12     |
| 20,6   | 60-74 ans    | 21,3   |
| 20,7   | 45-59 ans    | 20,3   |
| 16,8   | 30-44 ans    | 16     |
| 15,6   | 15-29 ans    | 13,4   |
| 16,1   | 0-14 ans     | 14,3   |

### Vue associative
La vie associative est très présente, avec 46 associations en 2014.*

## Économie

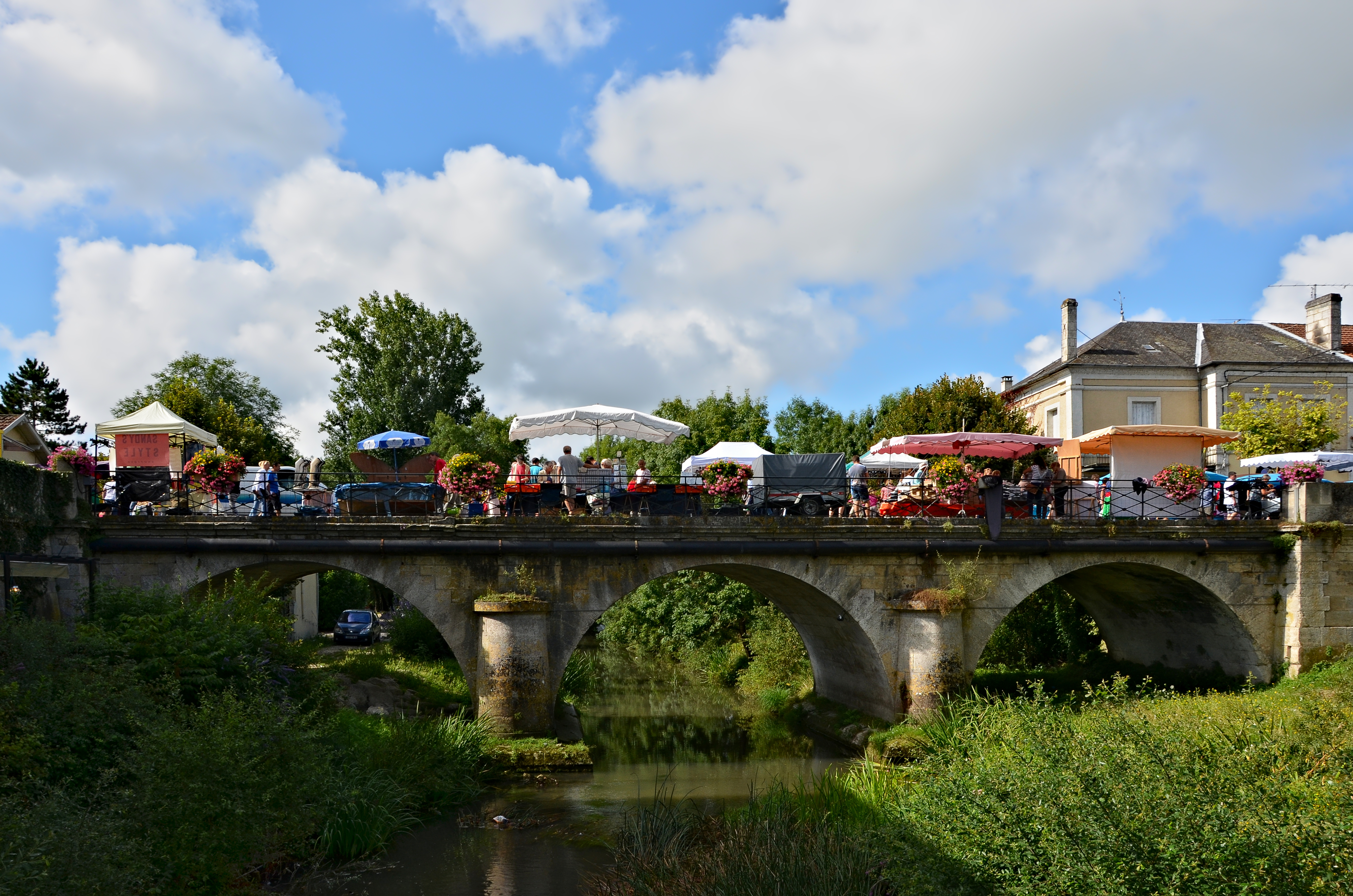
Le pont sur la Tude un jour de marché.

### Agriculture
La commune fait partie de l'aire d'origine contrôlée du Cognac « Bons Bois » et de l'AOC/AOP Noix du Périgord.

### Commerces
Chalais est économiquement une ville essentiellement commerçante, comme elle l'a été au fil de son histoire, avec 60 commerces et entreprises, et un important marché hebdomadaire.
Une entreprise de fabrication de meubles métalliques, Clairburo, a été délocalisée en 1997 vers un autre site. Depuis les murs ont été repris par une poignée d'anciens salariés pour continuer une activité similaire sous de le nom de ICT.
Un centre d'abattage existe depuis 1967 et se spécialise dans l'abattage du veau de Chalais, un produit du terroir de qualité, qui vise l'appellation d'origine contrôlée en 2013.

## Culture locale et patrimoine

### Lieux et monuments

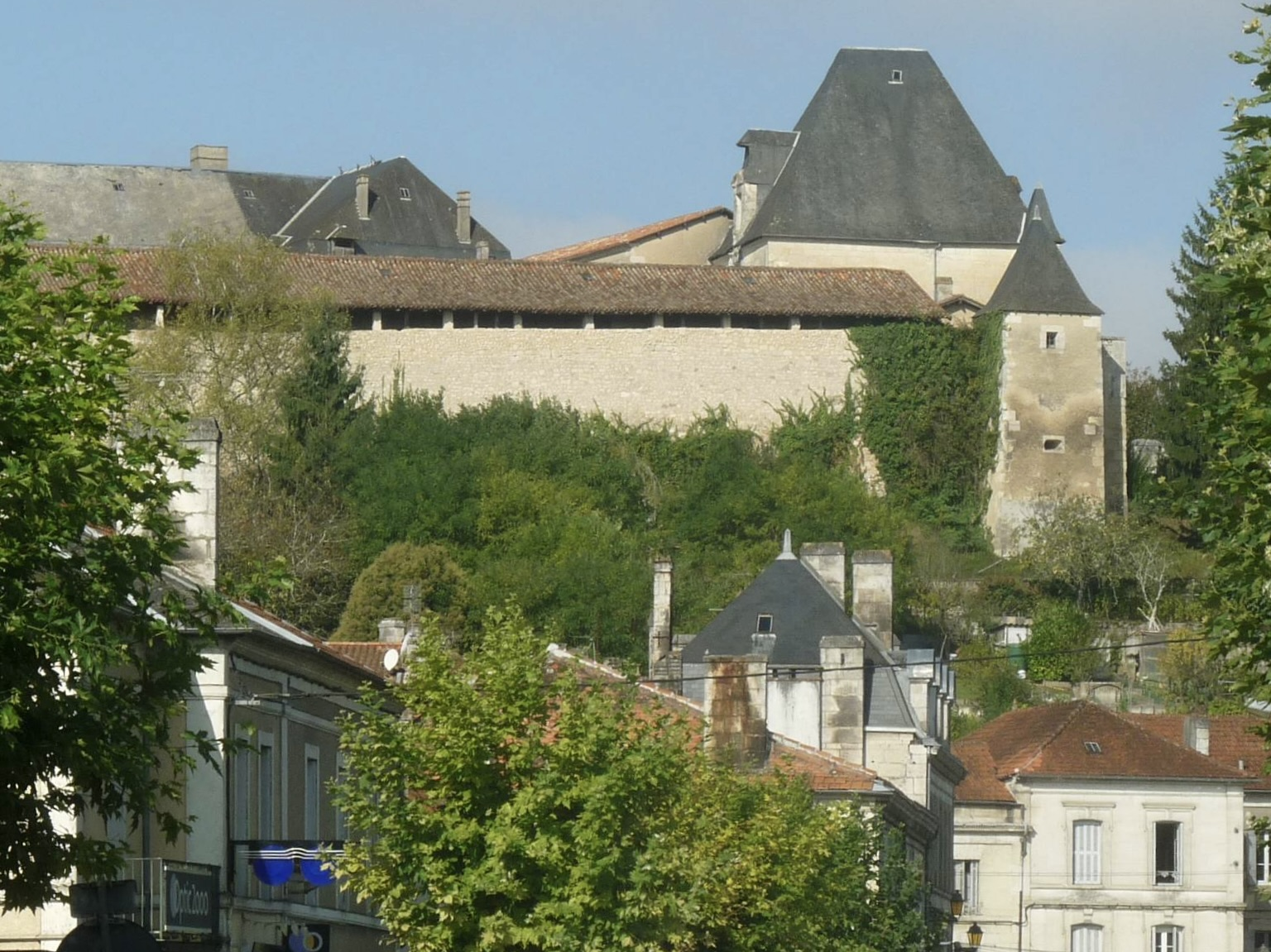
Le château vu depuis l'avenue de la Gare.

- Le château de Chalais, attesté dès le XIe siècle, est l'ancien château des Talleyrand-Périgord. Il a été classé MH le 1er avril 2003[65].
- Chalais comporte quatre églises et une chapelle.
  - Église Saint-Martial et cloître : 
L'église paroissiale Saint-Martial, située en haut de la ville près du château, possède une belle façade romane et portail sculpté. Construite au XIIe siècle, elle était le siège commun d'une vicairie perpétuelle et d'un prieuré dépendant de l'abbaye Saint-Martial de Limoges.
L'église fut dévastée lors des guerres de Religion, seule sa façade et son rez-de-chaussée furent conservés. Le cloître fut alors construit en 1629 par le comte de Chalais et sa mère Jeanne Françoise de Montluc, qui y installèrent une communauté de chanoines de Saint-Augustin.
L'abside fut rebâtie en 1869, et le clocher reconstruit[66].
L'église est classée monument historique depuis 1902[67]. Le cloître, partie de la maison de retraite adjacente à l'église, est inscrit aux monuments historiques depuis 1991[68].

  - Église Sainte-Marie, située encore plus loin que Saint-Martial sur la crête séparant les vallées de la Tude et de la Viveronne.
Siège d'une cure, cette église date initialement du XIIe siècle, et seule son abside en cul-de-four date de cette époque. Sa cloche date de 1766 et eut pour parrain Gabriel Talleyrand prince de Chalais et son épouse Marie-Marguerite. La façade a été reconstruite à la fin du XIXe siècle. L'église a été restaurée récemment dans les années 2000 par une association, et une messe inaugurale eut lieu de 8 décembre 2013 avec l'évêque d'Angoulême Claude Dagens[66].
  - Église Saint-Christophe, de style néo-roman est située à l'est de la Tude.
Il y avait à son emplacement une première église datant du XIIIe siècle. À chevet plat, elle fut peut-être transformée temporairement en temple protestant si l'on en juge la découverte d'une dalle gravée « 17 mai 1603 nostre temple a esté levé ». Elle fut restaurée en 1863 avant d'être démolie en 1890, pour reconstruire une église plus grande[66].
  - Église Saint-Pierre de Sérignac, située au bourg de Sérignac, qui est celle de l'ancienne commune de Sérignac maintenant rattachée à Chalais.
Son origine remonte au XIIe siècle mais elle a été reconstruite au cours de son histoire, et elle est aujourd'hui quasiment à l'abandon. Seul le rez-de-chaussée de la façade révèle son passé roman. L'ancien presbytère, avec quelques fenêtres du XVIIIe siècle, lui fait face à l'ouest[66].
  - Chapelle Notre-Dame  de l'ancien hôpital construit en 1870 par l'architecte Édouard Warin, est située rue de Barbezieux, en centre-ville.
De style néo-roman, bénite en 1872, la commune la céda à l'hôpital (hospice et internat pour jeunes filles) fondé en 1882 par Hélie de Talleyrand-Périgord. En 1905, la loi de séparation des Églises et de l'État obligea l'école à fermer, et la chapelle devint plus ou moins désaffectée.
Elle fut acquise par la commune en 2010 et restaurée par une association[66].

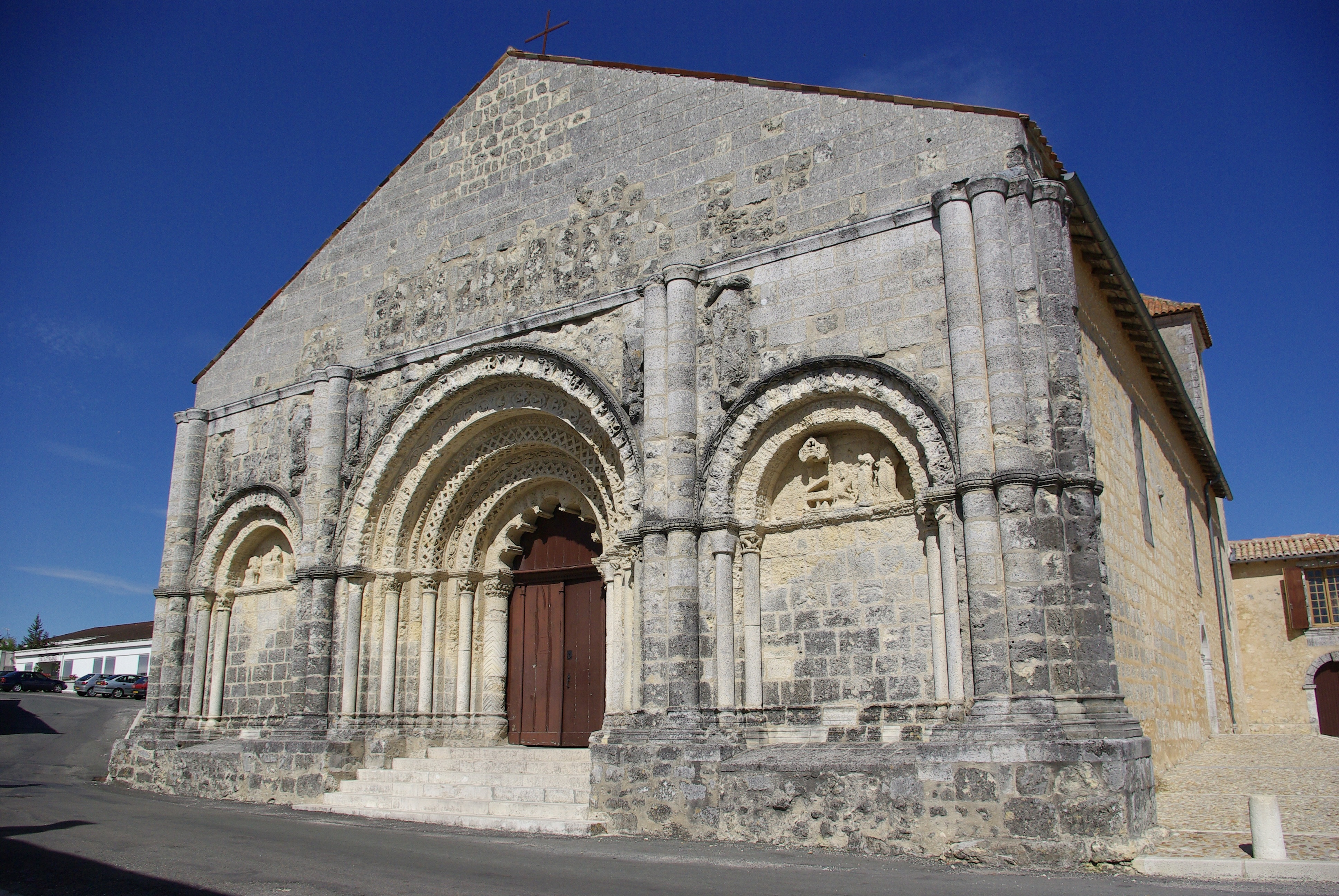
Église Saint-Martial.
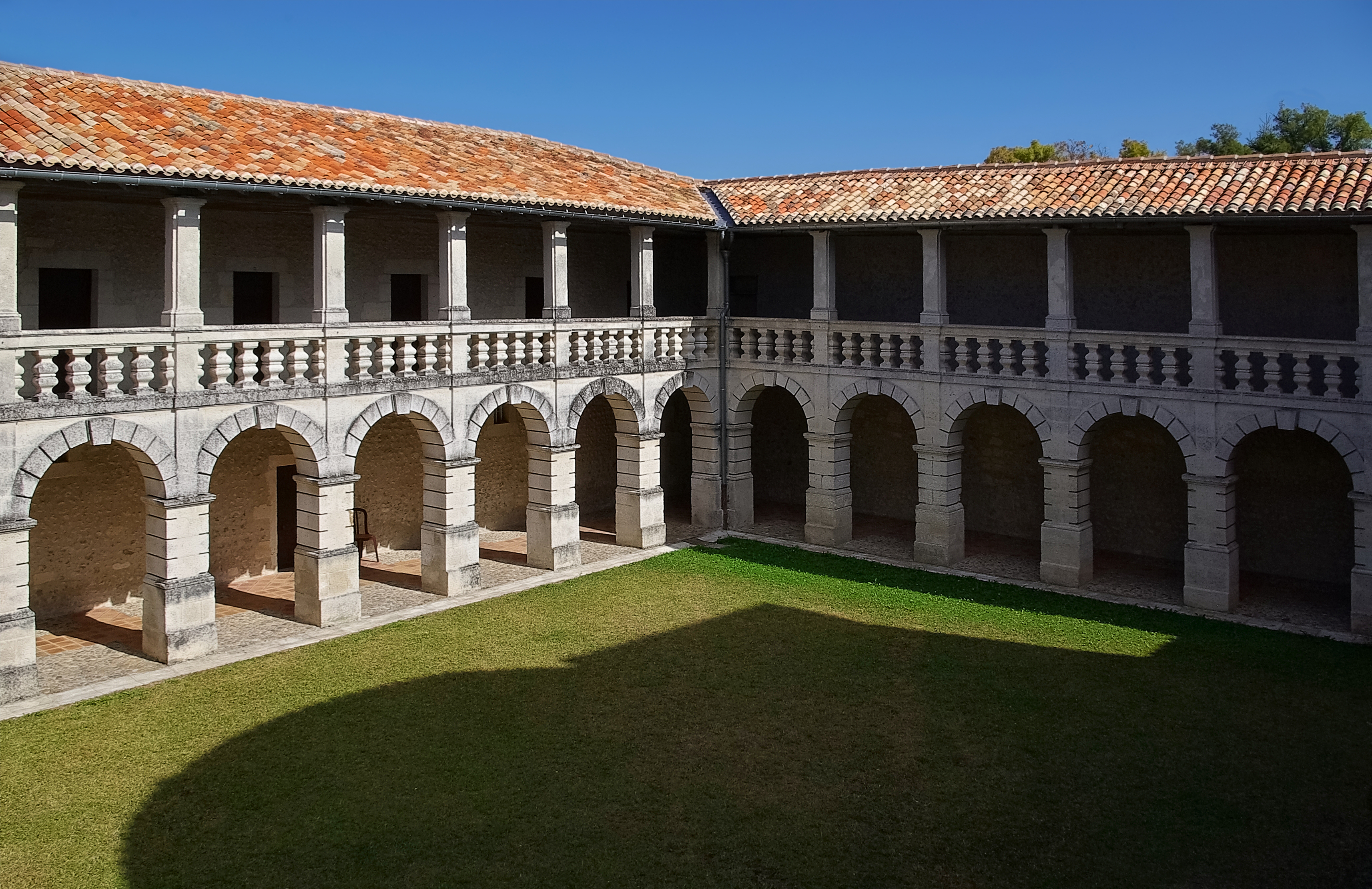
Son ancien cloître.
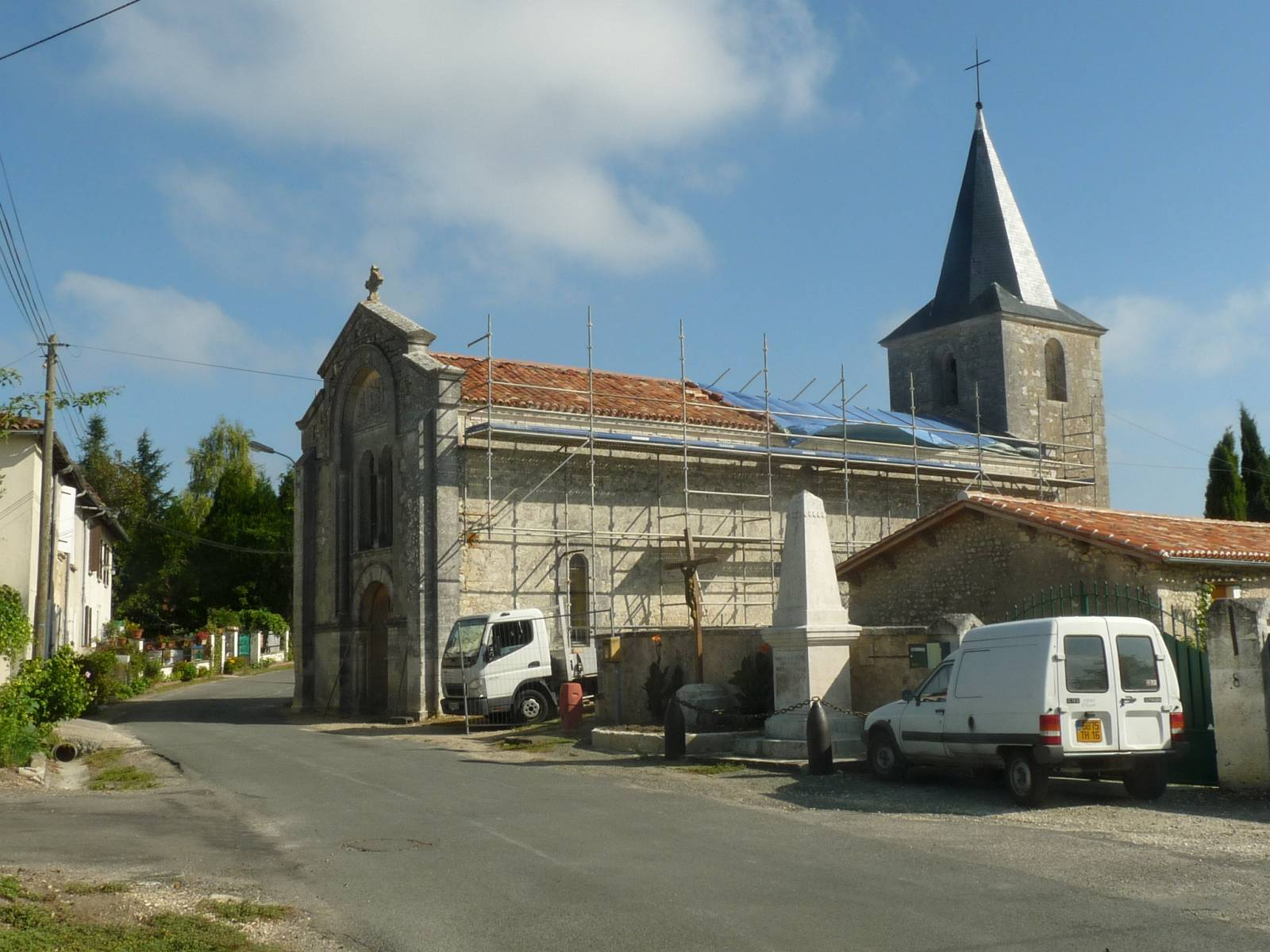
Église Sainte-Marie.
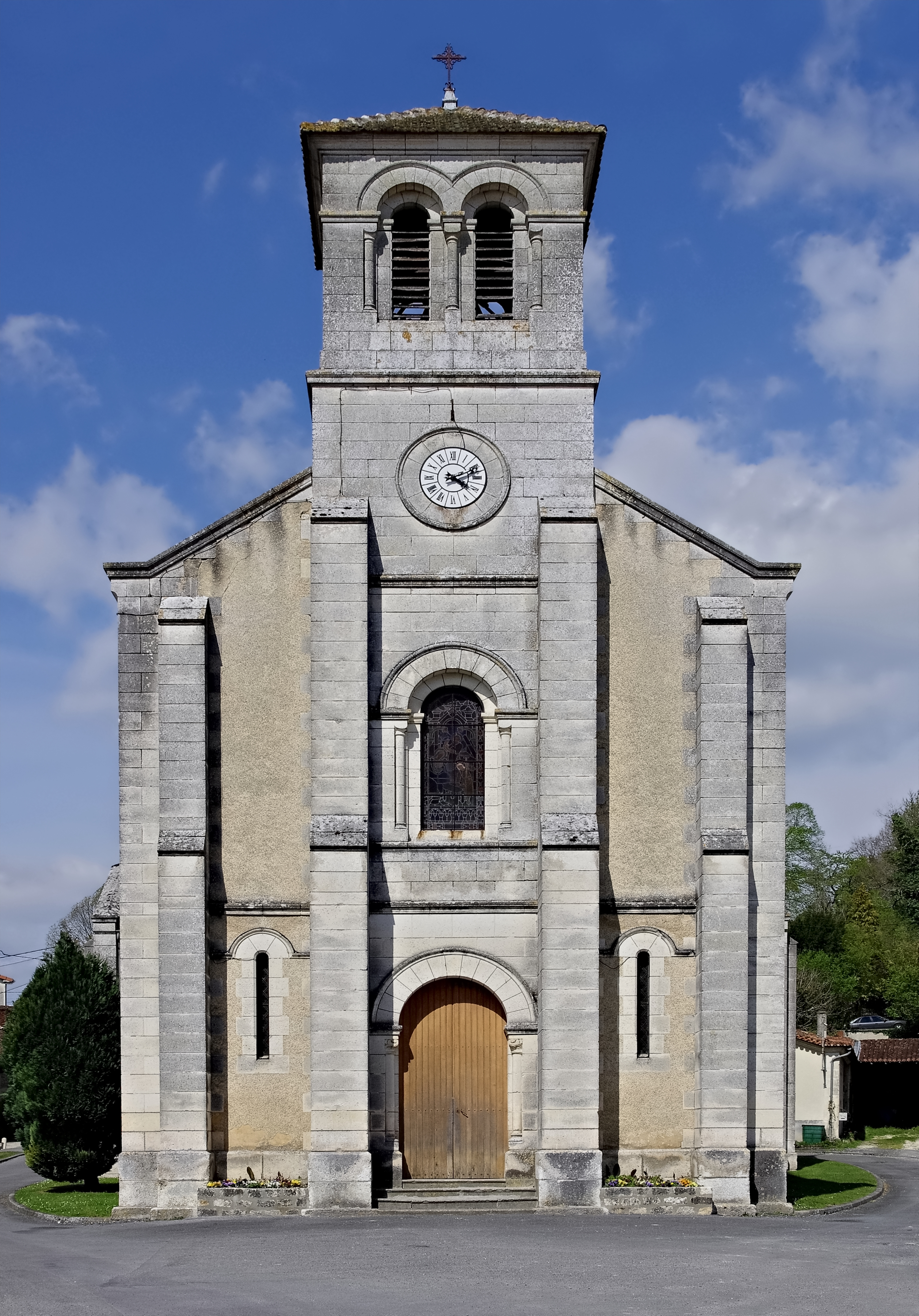
Église Saint-Christophe.
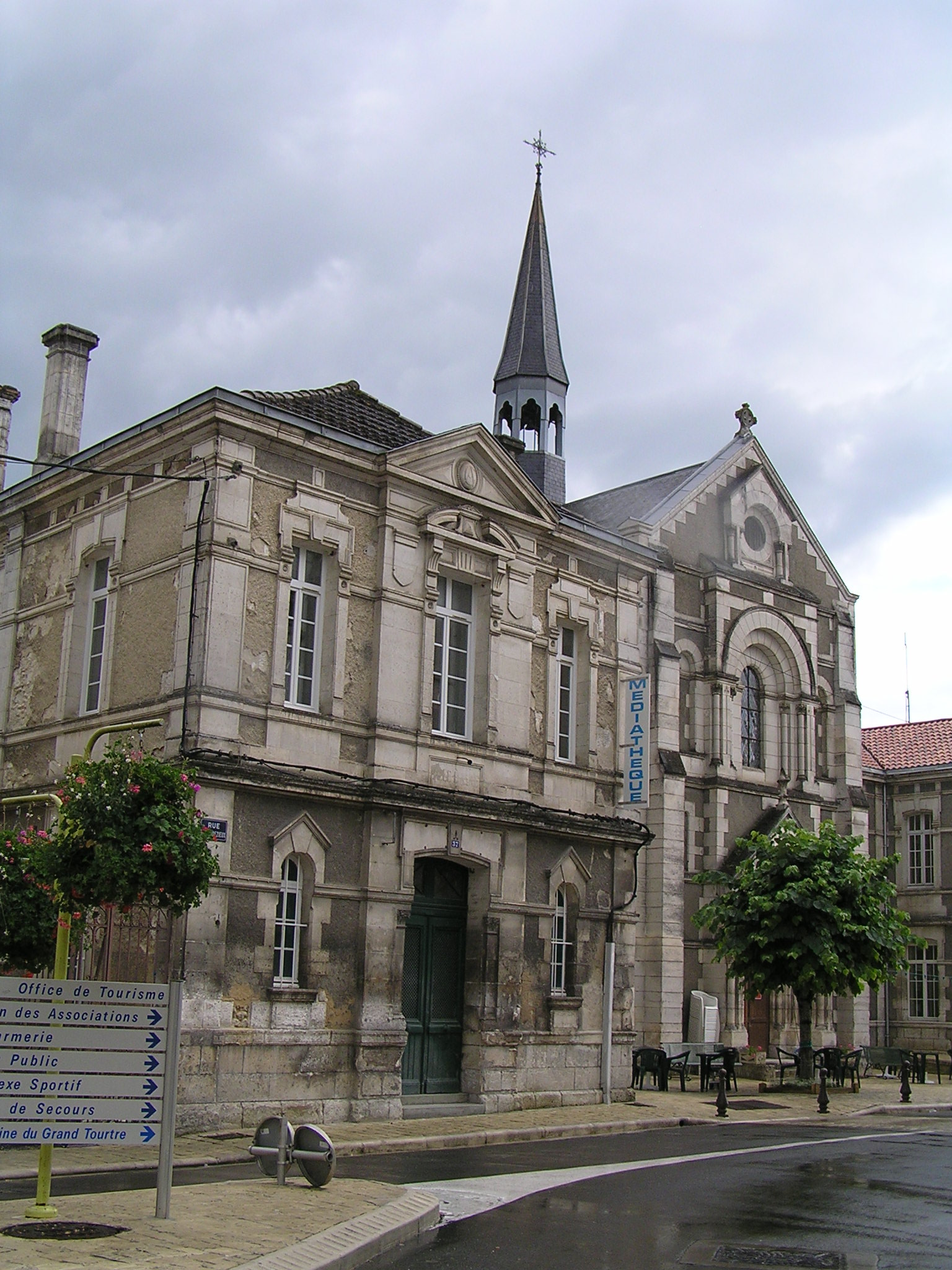
Chapelle Notre-Dame.

#### Patrimoine environnemental
Le jardin vivant sur les bords de la Tude.

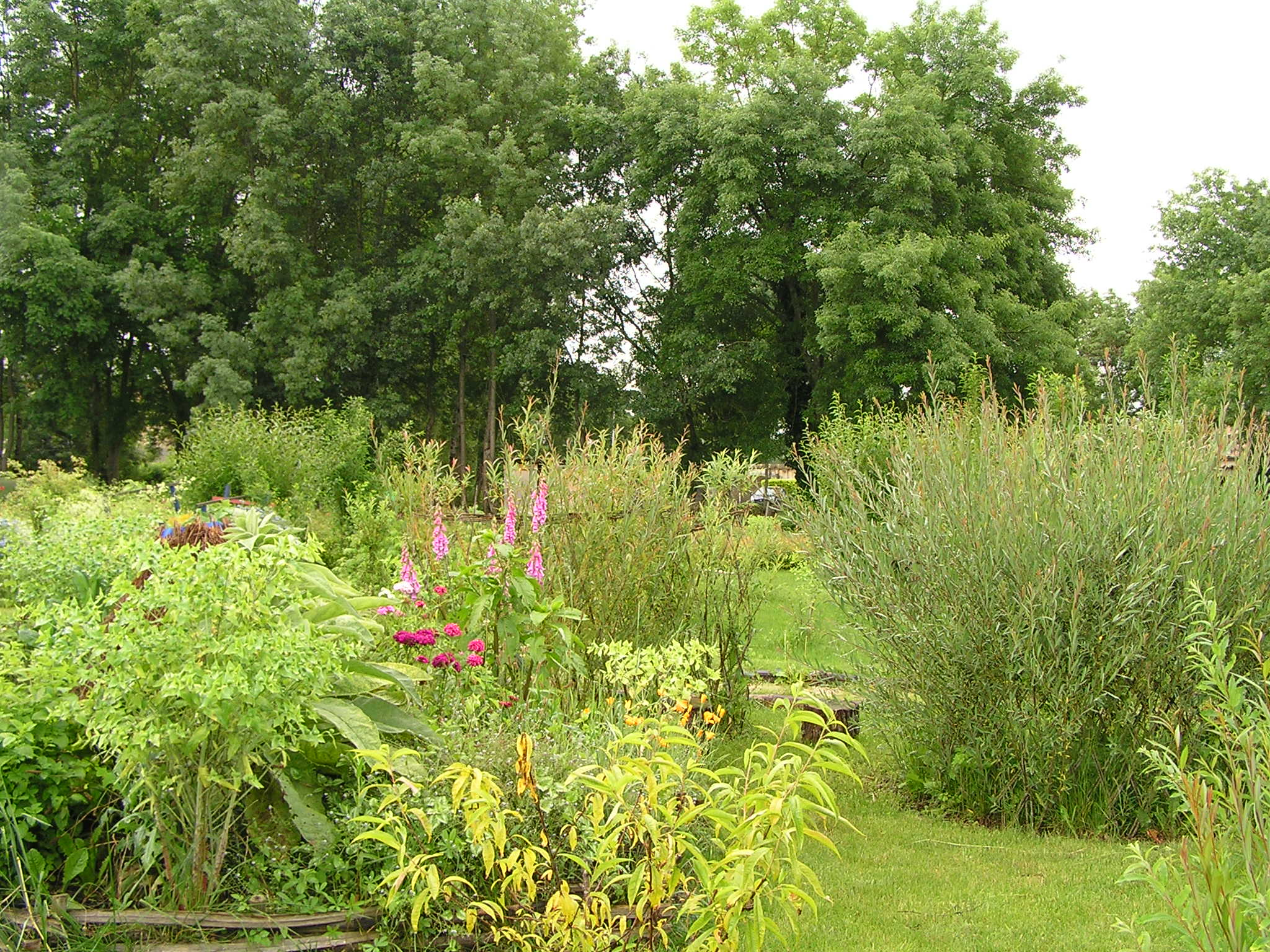
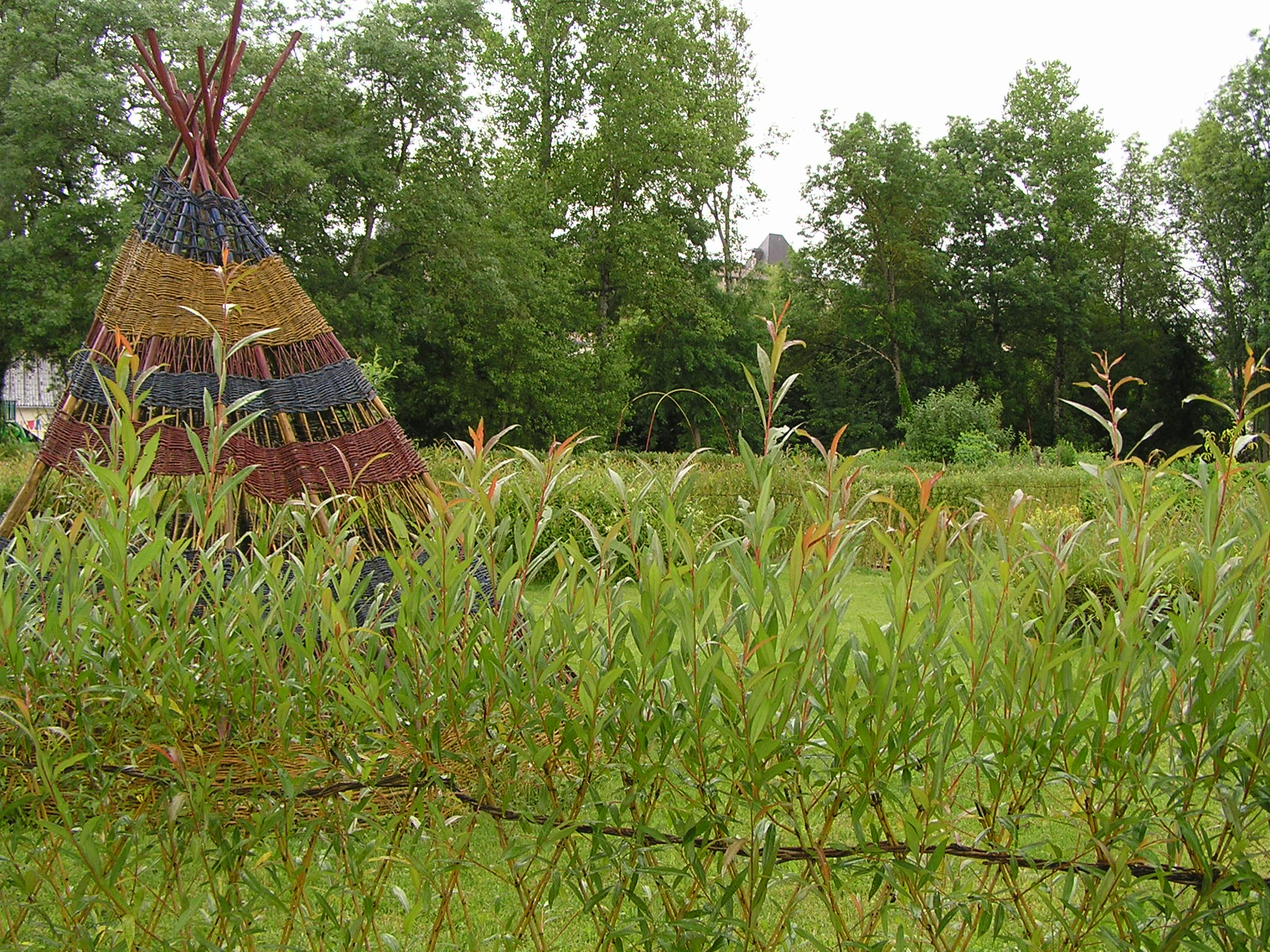
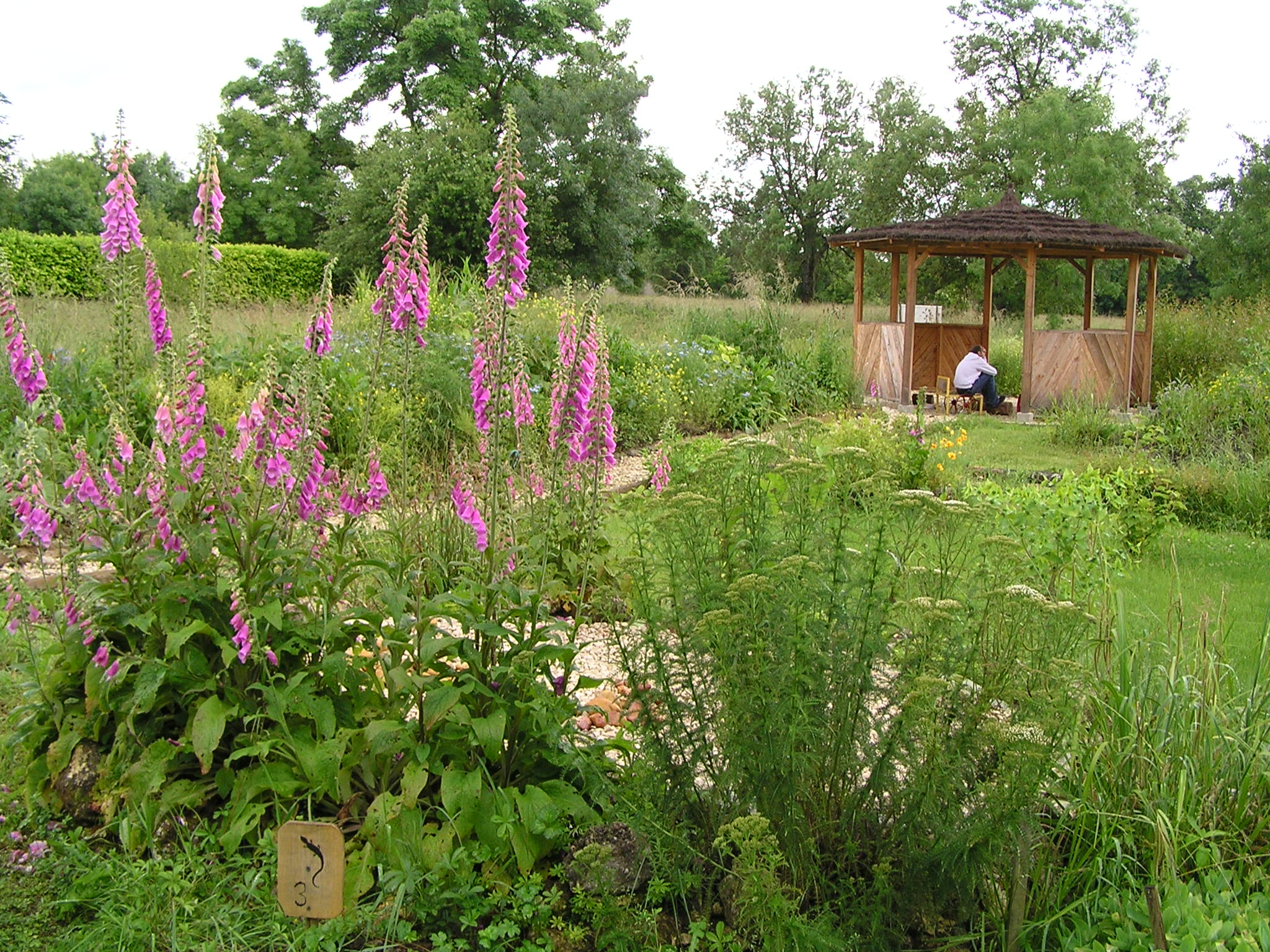
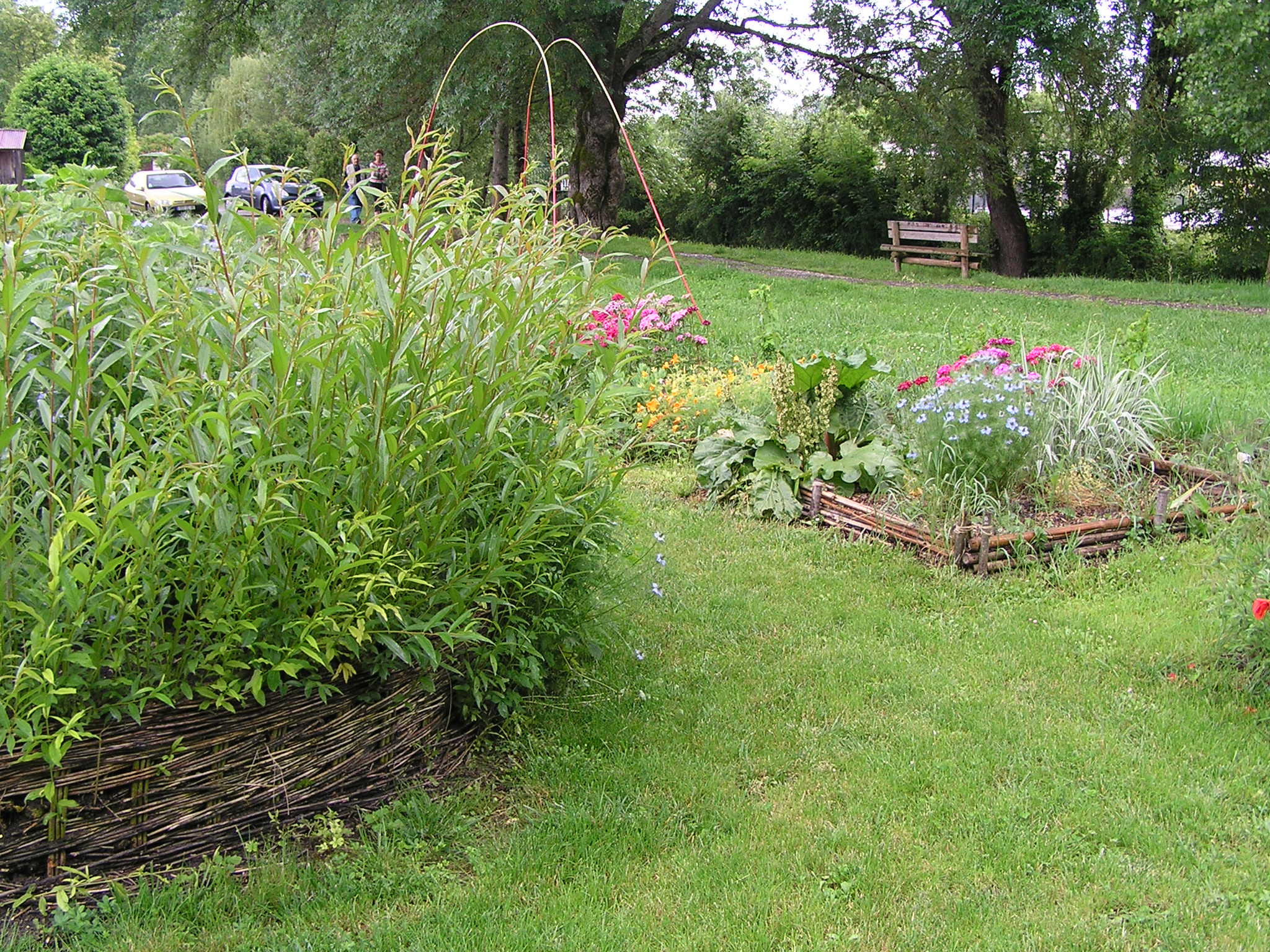

### Personnalités liées à la commune
- Henri de Talleyrand-Périgord (1599-1626), comte de Chalais
- Charles-Maurice de Talleyrand-Périgord
- Théodore Rancy, artiste de cirque donnant son nom au collège, né à Chalais en 1818
- Yves Lecoq, humoriste français et nouveau propriétaire du château Talleyrand-Périgord depuis décembre 2011.
- Erwan-David Shane, écrivain français ayant vécu en Sud Charente et aussi propriétaire à Chalais[69],[70].

### Héraldique
| Blason de Chalais (Charente) | Blason  | De gueules à trois lions d'or couronnés, armés et lampassés d'azur.                                                                         |
| Blason de Chalais (Charente) | Détails | La devise des Talleyrand-Périgord est « Ré que Diou » (Rien que Dieu, en ancien occitan),. Le statut officiel du blason reste à déterminer. |

## Pour approfondir